# Каргалы (Туркестанская область)
Каргалы (каз. Қарғалы, до 1996 г. — 30 лет КазССР) — село в Отырарском районе Туркестанской области Казахстана. Входит в состав Каргалинского сельского округа. Находится примерно в 9 км к северу от районного центра, села Шаульдер. Код КАТО — 514836000.

## Население
В 1999 году население села составляло 941 человек (461 мужчина и 480 женщин). По данным переписи 2009 года, в селе проживали 933 человека (466 мужчин и 467 женщин).